# Hagström Metropolis C

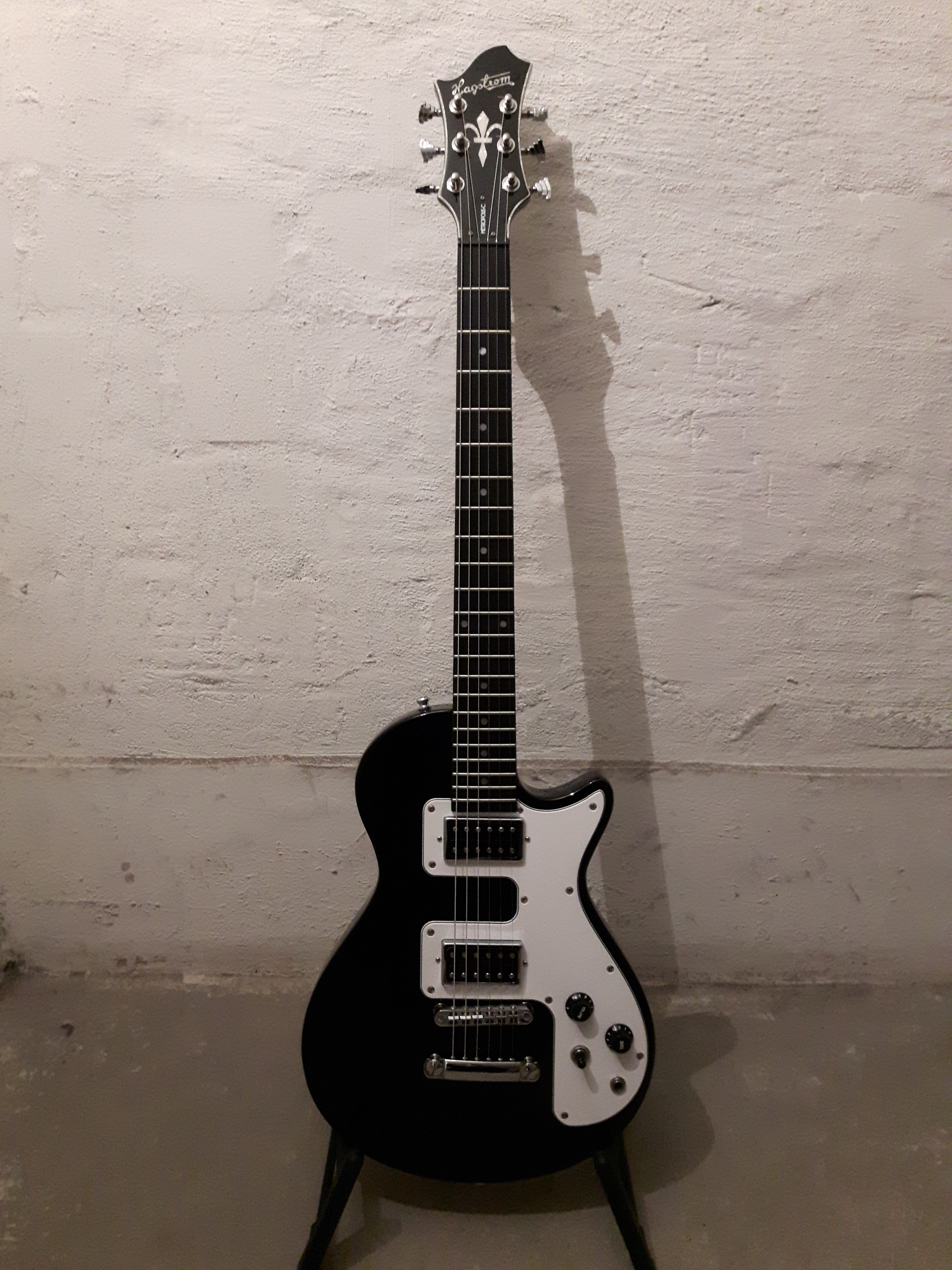
Hagström Metropolis C

Die Hagström Metropolis C ist eine Solidbody E-Gitarre des schwedischen Musikinstrumentenherstellers Hagström, die in China produziert wird.

## Konstruktion
Die Korpusform ist ein Flat Top Single Cutaway Body aus Empress (Blauglockenbaum) der dem einer Gibson Les Paul ähnelt. Der verschraubte Ahornhals im D-Profil ist mit dem hauseigenen Resinator Tonewood Griffbrett ausgestattet, das aus laminierter finnischer Birke angefertigt wird und mit 22 Bünden versehen ist. Der Halsspannstab in H-Form (H-Expander) ist ebenfalls eine Eigenentwicklung von Hagström.

## Ausstattung
Als Tonabnehmer verwendet Hagström hier offene, gematchte Custom 58C Humbucker in Steg- und Halsposition kombiniert mit einem 3-Wege Toggle Switch sowie jeweils einem Volumen- und Tonpotentiometer. Die charakteristische Kopfplatte ist mit geschlossenen Stimmmechaniken im Übersetzungsverhältnis von 15:1 bestückt, weiter sind eine Tune-O-Matic Brücke mit Stop Tailpiece, ein dreischichtiges Schlagbrett und ein Tusq Sattel von Graph Tech verbaut. Die Mensur beträgt 25,50 Zoll bzw. 648 mm. Die Hagström Metropolis C ist in den Farben Black Gloss, Creme, Italian Red sowie als Linkshändermodell in Black Gloss erhältlich. Eine nahezu baugleiche Single Coil Version der Gitarre ist die  Hagström Metropolis S.